# وضع موجود
منظور از وضع موجود (status quo) حالت فعلی امور است. حفظ وضع موجود یعنی نگه داشتن چیزها همان‌طور که هستند.
یک جنبش اجتماعی، نمونه‌ای از به چالش کشیدن وضع موجود است. معمولاً منظور از این عبارت، وضع یک مسئله مهم و بزرگ است، مانند وضع فرهنگی یا اجتماعی کل یک جامعه یا ملت. معمولاً در مناظره‌ها از آن به‌طور منفی برای توجیه یک برنامهٔ بهبود دهنده استفاده می‌شود.